# Équipe d'Espagne de football au Championnat d'Europe 2008
Cet article relate le parcours de l’équipe d'Espagne de football lors du Championnat d'Europe de football 2008 qui aura lieu du 7 au 29 juin 2008 en Autriche et en Suisse. L'Espagne est championne de l'Euro 2008.

## Qualifications
| Rang | Équipe          | Pts | J  | G | N | P | Bp | Bc | Diff |  | Résultats (▼ dom., ► ext.) | Drapeau de l'Espagne | Drapeau de la Suède | Drapeau de l'Irlande du Nord (drapeau du Royaume-Uni) | Drapeau du Danemark | Drapeau de la Lettonie | Drapeau de l'Islande | Drapeau du Liechtenstein |
| ---- | --------------- | --- | -- | - | - | - | -- | -- | ---- |  | -------------------------- | -------------------- | ------------------- | ----------------------------------------------------- | ------------------- | ---------------------- | -------------------- | ------------------------ |
| 1    | Espagne         | 28  | 12 | 9 | 1 | 2 | 23 | 8  | +15  |  | Espagne                    |                      | 3-0                 | 1-0                                                   | 2-1                 | 2-0                    | 1-0                  | 4-0                      |
| 2    | Suède           | 26  | 12 | 8 | 2 | 2 | 23 | 9  | +14  |  | Suède                      | 2-0                  |                     | 1-1                                                   | 0-0                 | 2-1                    | 5-0                  | 3-1                      |
| 3    | Irlande du Nord | 20  | 12 | 6 | 2 | 4 | 17 | 14 | +3   |  | Irlande du Nord            | 3-2                  | 2-1                 |                                                       | 2-1                 | 1-0                    | 0-3                  | 3-1                      |
| 4    | Danemark        | 20  | 12 | 6 | 2 | 4 | 21 | 11 | +10  |  | Danemark                   | 1-3                  | 0-3                 | 0-0                                                   |                     | 3-1                    | 3-0                  | 4-0                      |
| 5    | Lettonie        | 12  | 12 | 4 | 0 | 8 | 15 | 17 | -2   |  | Lettonie                   | 0-2                  | 0-1                 | 0-1                                                   | 0-2                 |                        | 4-0                  | 4-1                      |
| 6    | Islande         | 8   | 12 | 2 | 2 | 8 | 10 | 27 | -17  |  | Islande                    | 1-1                  | 1-2                 | 2-1                                                   | 0-2                 | 2-4                    |                      | 1-1                      |
| 7    | Liechtenstein   | 7   | 12 | 2 | 1 | 9 | 9  | 32 | -23  |  | Liechtenstein              | 0-2                  | 0-3                 | 1-4                                                   | 0-4                 | 1-0                    | 3-0                  |                          |

## Effectif
Liste des 23 joueurs sélectionnés pour l'Euro 2008.
| Numéro / Nom       | Numéro / Nom     | Équipe actuelle | Date de naissance | J.              | Buts            |                 |                 |                 |
| Gardiens de but    | Gardiens de but  | Gardiens de but | Gardiens de but   | Gardiens de but | Gardiens de but | Gardiens de but | Gardiens de but | Gardiens de but |
| ------------------ | ---------------- | --------------- | ----------------- | --------------- | --------------- | --------------- | --------------- | --------------- |
| 1                  | Iker Casillas    | Real Madrid     | 20.05.1981        | 5               | 0               | 1               | 0               | 0               |
| 13                 | Andrés Palop     | FC Séville      | 22.10.1973        | 0               | 0               | 0               | 0               | 0               |
| 23                 | Pepe Reina       | Liverpool FC    | 31.08.1982        | 1               | 0               | 0               | 0               | 0               |
| Défenseurs         |                  |                 |                   |                 |                 |                 |                 |                 |
| 2                  | Raúl Albiol      | Valence CF      | 04.09.1985        | 2               | 0               | 0               | 0               | 0               |
| 3                  | Fernando Navarro | RCD Majorque    | 25.06.1982        | 1               | 0               | 0               | 0               | 0               |
| 4                  | Carlos Marchena  | Valence CF      | 31.07.1979        | 5               | 0               | 1               | 0               | 0               |
| 5                  | Carles Puyol     | FC Barcelone    | 13.04.1978        | 5               | 0               | 0               | 0               | 0               |
| 11                 | Joan Capdevila   | Villarreal CF   | 02.03.1978        | 5               | 0               | 0               | 0               | 0               |
| 15                 | Sergio Ramos     | Real Madrid     | 30.03.1986        | 5               | 0               | 0               | 0               | 0               |
| 18                 | Álvaro Arbeloa   | Liverpool FC    | 17.01.1983        | 1               | 0               | 1               | 0               | 0               |
| 20                 | Juanito          | Betis Seville   | 23.07.1976        | 1               | 0               | 0               | 0               | 0               |
| Milieux de Terrain |                  |                 |                   |                 |                 |                 |                 |                 |
| 6                  | Andrés Iniesta   | FC Barcelone    | 11.05.1984        | 6               | 0               | 1               | 0               | 0               |
| 8                  | Xavi             | FC Barcelone    | 25.01.1980        | 5               | 1               | 0               | 0               | 0               |
| 10                 | Cesc Fàbregas    | Arsenal         | 04.05.1987        | 6               | 1               | 0               | 0               | 0               |
| 12                 | Santiago Cazorla | Villarreal CF   | 13.12.1984        | 5               | 0               | 1               | 0               | 0               |
| 14                 | Xabi Alonso      | Liverpool FC    | 25.11.1981        | 4               | 0               | 0               | 0               | 0               |
| 19                 | Marcos Senna     | Villarreal CF   | 17.07.1976        | 5               | 0               | 0               | 0               | 0               |
| 21                 | David Silva      | Valence CF      | 08.01.1986        | 5               | 1               | 0               | 0               | 0               |
| 22                 | Rubén de la Red  | Getafe CF       | 05.06.1985        | 1               | 1               | 0               | 0               | 0               |
| Attaquants         |                  |                 |                   |                 |                 |                 |                 |                 |
| 7                  | David Villa      | Valence CF      | 03.12.1981        | 4               | 4               | 1               | 0               | 0               |
| 9                  | Fernando Torres  | Liverpool FC    | 20.03.1984        | 5               | 2               | 1               | 0               | 0               |
| 16                 | Sergio García    | Betis Séville   | 09.06.1983        | 1               | 0               | 0               | 0               | 0               |
| 17                 | Daniel Güiza     | RCD Majorque    | 17.08.1980        | 4               | 2               | 1               | 0               | 0               |
| Sélectionneur      |                  |                 |                   |                 |                 |                 |                 |                 |
|                    | Luis Aragonés    |                 | 28.07.1938        |                 |                 |                 |                 |                 |

## Résultats

### Premier tour: groupe D
| Date         | Équipe 1 | Équipe 2 | Résultat | Buteurs                                                       |
| 10 juin 2008 | Espagne  | Russie   | 4 - 1    | Villa (20e, 44e, 75e), Fàbregas (90+2e) \| Pavlyuchenko (86e) |
| 14 juin 2008 | Suède    | Espagne  | 1 - 2    | Ibrahimović (34e) \| Torres (15e), Villa (90+2e)              |
| 18 juin 2008 | Grèce    | Espagne  | 1 - 2    | Charistéas (42e) \| de la Red (61e), Güiza (88e)              |

L'Espagne termine première du groupe D en remportant tous ses matchs. Le bilan espagnol est de 3 victoires, 8 buts marqués et 3 buts concédés.
La sélection ibère sera opposée à  l'Italie en quart de finale (les Italiens ayant terminé deuxièmes du groupe C).

### Quart de finale
| Date         | Équipe 1 | Équipe 2 | Résultat            | Buteurs |
| 22 juin 2008 | Espagne  | Italie   | 0 - 0 (4 - 2 t.a.b) | Aucun   |

Les Espagnols s'imposent contre l'Italie (champions du monde en titre) après un match terne et pauvre en occasion. Le match se soldant sur un 0-0, ils s'imposent aux tirs au but sur le score de 4 à 2 grâce à leur portier Iker Casillas, ce dernier stoppant 2 penalties italiens.
Ainsi, l'Espagne se qualifie pour les demi-finales où elle affrontera la surprenante Russie.

### Demi-finale
| Date         | Équipe 1 | Équipe 2 | Résultat | Buteurs                              |
| 26 juin 2008 | Espagne  | Russie   | 3 - 0    | Xavi (50e), Güiza (73e), Silva (82e) |

L'Espagne gagne logiquement 3-0 contre la sélection russe au terme d'un match largement maitrisé par l'équipe de Luis Aragonés.
Ce succès permet aux Espagnols de se qualifier pour leur première finale depuis 1984 où ils rencontreront l'Allemagne. Finale qu'ils vont remporter 1 - 0, mettant ainsi fin à 44 ans d'insuccès.

### Finale
| Date         | Équipe 1 | Équipe 2  | Résultat | Buteurs      |
| 29 juin 2008 | Espagne  | Allemagne | 1 - 0    | Torres (33e) |

L'Espagne remporte son deuxième titre international, après celui glané en 1964 dans la même compétition.